# Cynopotamus kincaidi
Cynopotamus kincaidi és una espècie de peix de la família dels caràcids i de l'ordre dels caraciformes.

## Morfologia
- Els mascles poden assolir 25,8 cm de llargària total i 219 g de pes.[5][6]

## Hàbitat
Viu en zones de clima subtropical.

## Distribució geogràfica
Es troba a Sud-amèrica: conca del riu Paraguai i rius Uruguai i Paraña.